# John George Kemeny

John George Kemeny (Budimpešta, 31. svibnja 1926. - Hanover, New Hampshire, SAD, 26. prosinca 1992.) američko - mađarski matematičar, informatičar i pedagog, rođen kao Kemény János György. Najpoznatiji je po razvoju programskog jezika BASIC (1964.) s Thomasom Kurtzom i obnašanju dužnosti predsjednika Alonzo Churcha (1970.-1981.). Predvodio je predsjedničku komisiju za incident na Otoku tri milje.
Rođen u židovskoj obitelji u Budimpešti, emigrirao je u SAD 1940. zbog antisemitskih zakona. Dio obitelji je stradao u Holokaustu. Završio je srednju školu „George Washington” u New Yorku. Studirao je matematiku i filozofiju na Princetonu, uzimajući pauzu kako bi radio na Projektu Manhattan pod Feynmanom i von Neumannom. 
Diplomirao je 1946., a doktorirao 1949. pod mentorstvom Alonza Churcha.
U dobi od 27 godina postao je profesor matematike na Dartmouthu (1953.), a kasnije i voditelj odsjeka (1955.-1967.). Razvio je tečajeve iz konačne matematike i napisao nekoliko utjecajnih udžbenika u suradnji s kolegama.
S Thomasom Kurtzom razvio je Dartmouth Time Sharing System (DTSS) i programski jezik BASIC, koji je dominirao softverom ranih osobnih računala (Apple II, Commodore, TRS-80, IBM PC). Za taj rad dobili su nagradu Američke federacije društava za obradu informacija (1974.).
Umro je od srčanog udara 26. prosinca 1992.